# 国家形成
国家形成（英文：State formation）指中央集权政府结构的发展过程。多年来，国家形成一直是社会科学领域中许多学科的研究对象。
国家形成的研究一般分为“古代国家形成”、“中世纪或早期现代国家形成”，以及“现代国家形成”的研究（特别是17世纪在欧洲发展起来并传播到全世界的形式）。国家的形成可以包括国家建构（state-building）和民族建构（nation-building）。